# روي والش
روي والش (بالإنجليزية: Roy Walsh)‏ هو لاعب كرة قدم بريطاني في مركز الهجوم، ولد في 15 يناير 1947 في Dedham, Essex ‏ في المملكة المتحدة. لعب مع نادي تشيلمسفورد.